# Гейда Рід
Гейда Рун Сігюрдардоуттір (ісл. Heiða Rún Sigurðardóttir, нар. 22 травня 1988, Рейк'явік), більш відома як Гейда Рід (англ. Heida Reed) — ісландська акторка.

## Біографія
Гейда Рун Сігюрдардоуттір народилася 22 травня 1988 року в Рейк'явіку. У 20 років переїхала в Лондон. У 2010 році закінчила Драматичний центр Лондона. З 2008 року періодично грає в театральних постановках, серед яких «Макбет», «Венеціанський купець» та інші.
Їй акторський дебют відбувся у 2011 році, коли вона знялася в невеликій ролі у фільмі «Один день» під псевдонімом Гейда Рід. У 2013 році зіграла дочку головного героя у серіалі «Джо». З 2015 року знімається в телесеріалі «Полдарк».

## Фільмографія
| Рік       |   | Українська назва | Оригінальна назва       | Роль                                         |
| --------- | - | ---------------- | ----------------------- | -------------------------------------------- |
| 2011      | ф | Один день        | One Day                 | Інгрід                                       |
| 2012      | ф | Вампірська сага  | True Bloodthirst        | Селеста                                      |
| 2012      | с | Наслідки         | DCI Banks               | Кармен                                       |
| 2013      | с | Джо              | Jo                      | Адель                                        |
| 2013      | ф | Вічне повернення | Eternal Return          | Ізабелль                                     |
| 2014      | с | Мовчазний свідок | Silent Witness          | Моніка Дрейфус                               |
| 2014      | с | Лавове поле      | The Lava Field: Hraunið | Грета                                        |
| 2015—2019 | с | Полдарк          | Poldark                 | Елізабет Полдарк Ворлегган (урожд. Чайновет) |
| 2015      | с | Тост з Лондона   | Toast of London         | Пукі Хук                                     |
| 2016      | с | Смерть в раю     | Death in Paradise       | Елоіза Ронсон                                |
| 2017      | с | Стелла Блумквіст | Stella Blómkvist        | Стелла Блумквіст                             |
| 2018      | с |                  | Nutritiously Nicola!    | Олівія Ріді                                  |
| 2019      | ф |                  | Blank                   | Ріта                                         |
| 2021—2024 | с | ФБР: За кордоном | FBI: International      | Джеймі Келлет                                |
| 2022      | ф | Проти льоду      | Against the Ice         | Ная Гольм                                    |
| 2023      | с | ФБР              | FBI                     | Джеймі Келлет                                |

## Нагороди та номінації
| Рік  | Нагорода                         | Категорія                                | Робота           | Результат |
| ---- | -------------------------------- | ---------------------------------------- | ---------------- | --------- |
| 2018 | C21's International Drama Awards | Краща жіноча роль у драматичному серіалі | Стелла Блумквіст | Номінація |
| 2018 | Edda Awards                      | Краща актриса року                       | Стелла Блумквіст | Номінація |